# Andy Adams
Andy Adams (Thorncreek, 3 de mayo de 1859-Colorado Springs, 26 de septiembre de 1935) fue un escritor estadounidense de ficción occidental.

## Biografía
Nació en Thorncreek, Indiana, hijo de Andrew Adams, de ascendencia irlandesa, y Elizabeth Elliott, de ascendencia escocesa. A principios de la década de 1880, fue a Texas, donde permaneció durante 10 años, pasando gran parte de ese tiempo conduciendo ganado por los senderos del oeste. En 1890, intentó trabajar como empresario, pero la empresa fracasó, por lo que intentó extraer oro en Colorado y Nevada. En 1894 se instaló en Colorado Springs, donde vivió hasta su muerte.
Comenzó a escribir a la edad de 43 años, publicando su libro de mayor éxito, The Log of a Cowboy, en 1903. Sus otras obras incluyen A Texas Matchmaker (1904), The Outlet (1905), Cattle Brands (1906), Reed Anthony, Cowman: An Autobiography (1907), Wells Brothers (1911) y The Ranch on the Beaver (1927).
The Log of a Cowboy es un relato de un viaje de cinco meses de 3.000 cabezas de ganado desde Texas hasta Montana durante 1882 a lo largo del Great Western Cattle Trail. Aunque el libro es ficción, se basa en las propias experiencias de Adams y muchos lo consideran el mejor relato de la literatura sobre la vida de los vaqueros. Adams estaba disgustado por la ficción de vaqueros poco realista que se publicaba en su época. Todavía está impreso e incluso los críticos modernos lo consideran convincente. El Chicago Herald dijo: "Como narración de la vida de los vaqueros, el libro de Andy Adams es claramente real. Lleva su propio certificado de experiencia auténtica de primera mano en cada página".

## Obra seleccionada
- 1903:  The Log of a Cowboy.
- 1904:  A Texas Matchmaker.
- 1905:  The Outlet.
- 1906:  Cattle Brands: A Collection of Western Camp-fire Stories - contains 14 short stories.
- 1907:  Reed Anthony, Cowman: An Autobiography - Adams breathes life into the story of a Texas cowboy who becomes a wealthy and influential cattleman.
- 1911:  The Wells Brothers: The Young Cattle Kings - Tells the tale of two orphaned boys who, against all odds and in the face of numerous calamities, establish their own cattle ranch. It was followed by a sequel, The Ranch on the Beaver (1927).
- 1927:  The Ranch on the Beaver: A Sequel to Wells Brothers.

## Otras lecturas
- Carter, Harvey L. "Volviendo sobre un arreo de ganado: 'El tronco de un vaquero ' de Andy Adams , Arizona y Occidente (1981) 23#4 págs. 355–378.
- Molen, Dayle H. "Andy Adams: novelista clásico del sendero", Montana: The Magazine of Western History (1969) 19#1 págs. 24–35.